# Libnotes (Afrolimonia) loveridgei
Libnotes (Afrolimonia) loveridgei is een tweevleugelige uit de familie steltmuggen (Limoniidae). De soort komt voor in het Afrotropisch gebied.